# Erebia rossii
Erebia rossii is een vlinder uit de onderfamilie Satyrinae van de familie Nymphalidae (aurelia's). De wetenschappelijke naam is voor het eerst geldig gepubliceerd in 1834 door Curtis.
De soort komt voor in Europa.